# Mission chaldéenne en France

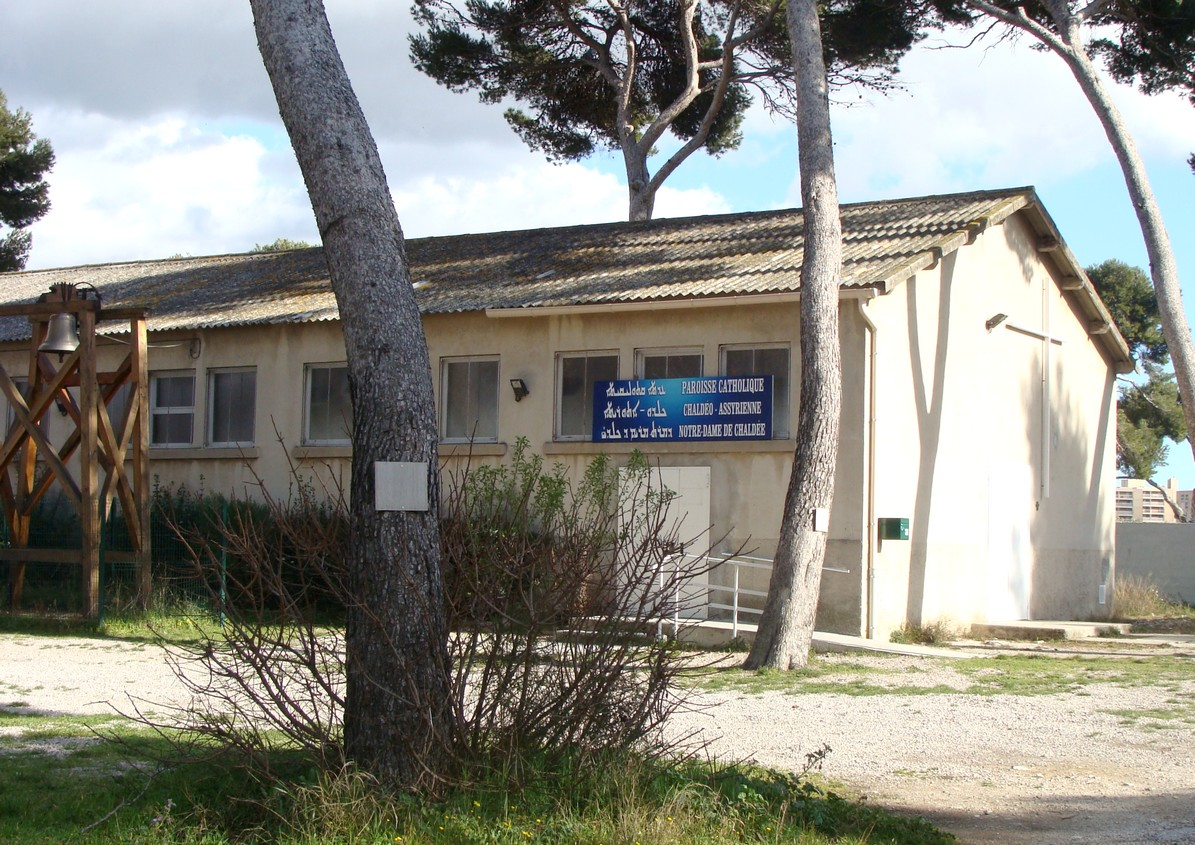
Façade de la chapelle Notre-Dame-de-Chaldée de Marseille (12e arrondissement).

La Mission chaldéenne en France est la représentation en France de l'Église catholique chaldéenne.

## Présentation
Trois vicaires patriarcaux se sont succédé à la tête de la Mission chaldéenne :
- Mgr Dominique Dahane (1937-1972) ;
- Mgr Francis Alichoran (1973-1987) ;
- Mgr Petrus Yousif (1987-2015).

Ses paroisses en France sont :
- Église Notre-Dame de Chaldée à Paris ;
- Église Saint-Thomas-Apôtre à Sarcelles ;
- Église Sainte-Trinité à Sarcelles-Lochères ;
- Église Saint-François-d'Assise à Gonesse ;
- Chapelle Jean XXIII à Clichy-sous-Bois ;
- Église Saint-Jean Apôtre à Arnouville inaugurée le 6 mars 2016[3] ;
- Église assyro-chaldéenne Notre-Dame de Chaldée-Saint-Marc à Marseille[4] ;
- Église Saint-Éphrem des Chaldéens à Vaulx-en-Velin[5].

### La diaspora chaldéenne en France
Les chaldéens d'Île-de-France (dont la plupart des membres résident à Sarcelles, dans le Val-d'Oise, ainsi que dans les villes limitrophes) sont d'anciens Rayats originaires de neuf villages des régions montagneuses au sud-est de la Turquie, à proximité des frontières irakienne, syrienne et iranienne :
- Hartevin[9] (Nord du Bothan) ;
- Harbolé[10], Beth-Spen[11] et Hassana[12] (Sud du Bothan) ;
- Eschy[13] et Baznayé[14] (Goyan, piémont du Hakkiari) ;
- Horze[15], Meyre[16] et Gaznakh[17] (Elki, Hakkiari).

À ces familles s'ajoutent des familles venues d'Irak, descendantes des familles originaires de Harbolé et installées en Irak au début du XXe siècle.